# Jaguar X308
Der Jaguar XJ (X308) ist eine Oberklasselimousine der XJ-Reihe des britischen Automobilherstellers Jaguar. Basierend auf der 1986 eingeführten XJ40-Plattform kamen erstmals in der seit 1968 angebotenen XJ-Serie V8-Motoren statt der bisherigen 6- und 12-Zylinder-Aggregate zum Einsatz. Das Karosseriedesign, welches sich äußerlich nur in Details vom Vorgänger X300 unterscheidet, entstand unter der Regie des damaligen Jaguar-Chefdesigners Geoff Lawson.

## Geschichte
Der X308 ist eine Weiterentwicklung des 1994 erschienenen X300, der wiederum trotz eines wesentlich veränderten Außendesigns eine Modellpflege der 1986 erschienenen XJ40-Baureihe darstellt. Während das Außendesign größtenteils vom Vorgänger X300 übernommen wurde, erhielt der Innenraum, insbesondere die Türverkleidungen sowie das Cockpit, ein deutliches Re-Design mit weicheren, geschwungeneren Linien. Der X308 wurde im Herbst 1997 vorgestellt und übernahm den bereits im Vorjahr in der Coupè- bzw. Cabriolet-Serie X100 eingeführten V8-Motor AJ-V8 mit 3,2 und 4,0 Litern Hubraum.  Mit Saugmotor wurde der Jaguar X308 als XJ8, XJ Executive, als Sovereign oder als Daimler V8 angeboten. Die Kompressor-aufgeladene Variante des AJ-V8 4,0 Hubraum und 267 kW/363 PS kam in zwei charakterlich deutlich verschiedenen Modellvarianten zum Einsatz, in dem auf sportlich getrimmten Jaguar XJR sowie im Komfort- und Luxus-orientierten Daimler Super V8 (in manchen nicht-europäischen Märkten als Jaguar 4.0 Vanden Plas Supercharged bezeichnet). Im Modelljahr '99 wurden die AJ-V8-Saugmotoren mit der internen Bezeichnung AJ-26 von den überarbeiteten Aggregaten AJ-27 abgelöst. Der durch einen Eaton-Kompressor aufgeladene AJ-26S wurde im Folgejahr durch den AJ-27S abgelöst. Die Kraftübertragung erfolgt ausnahmslos über Fünfgang-Automatikgetriebe auf die Hinterräder.
Äußerlich ist das Modell im Vergleich zum Vorgänger X300 an einem rundlicheren Kühlergrill, Klarglasscheinwerfern vorne, rot-weißen (statt rot-grauen) Rückscheinwerfern, an ovalen Blinkleuchten (vorne) und Seitenreflektoren sowie an den ausschließlich an den Ecken der Kunststoffstoßstangen angebrachten Chromverzierungen zu erkennen.
Alle Varianten bis auf das Basismodell XJ8 sowie das Sportmodell XJR konnten mit kurzem Radstand (SWB = Short Wheel Base) oder mit um 12,5 cm verlängertem Radstand (LWB = Long Wheel Base) bestellt werden. Die komplette zusätzliche Länge kommt dabei einer größeren Beinfreiheit im Fond zugute. 
Der X308 wurde bis Frühjahr 2003 gebaut und dann vom X350 mit Aluminiumkarosserie abgelöst. Insgesamt wurden 126.260 Fahrzeuge des Typs X308 gebaut. 

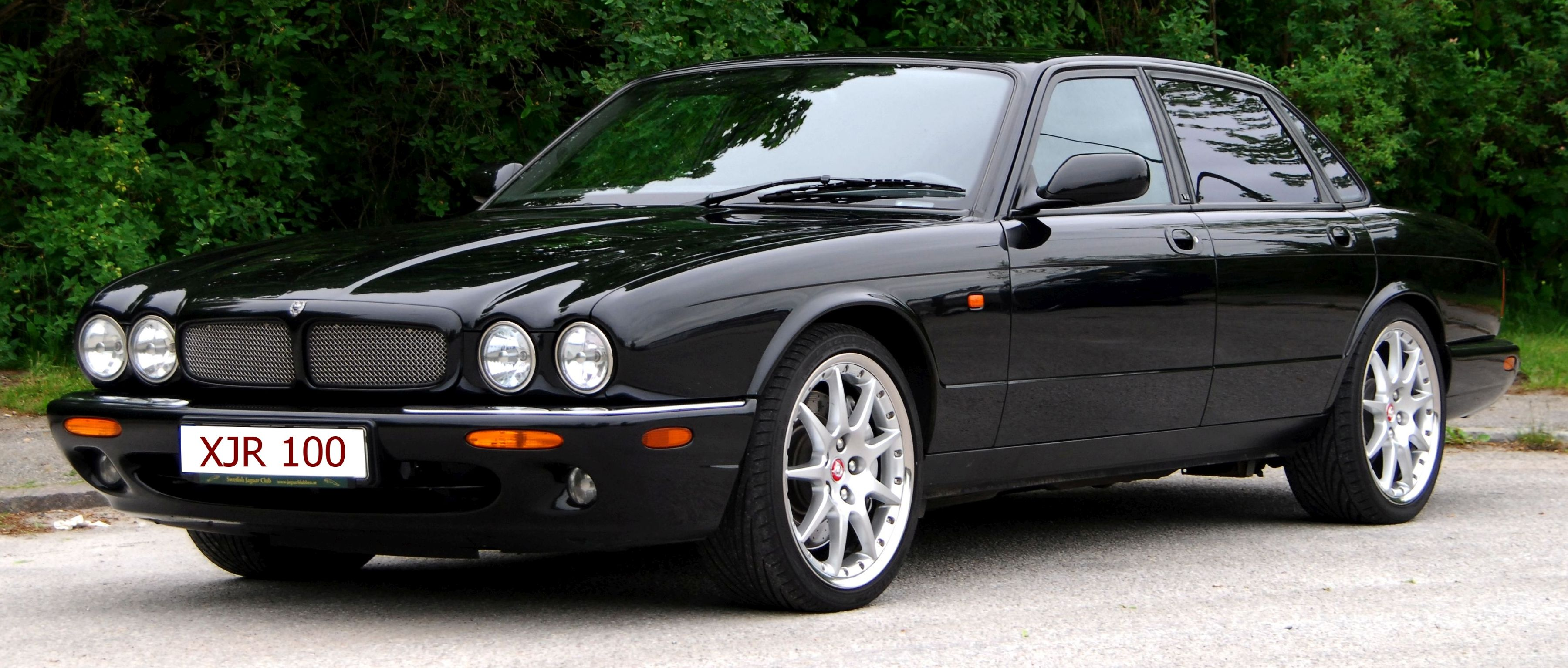
Jaguar XJR 100
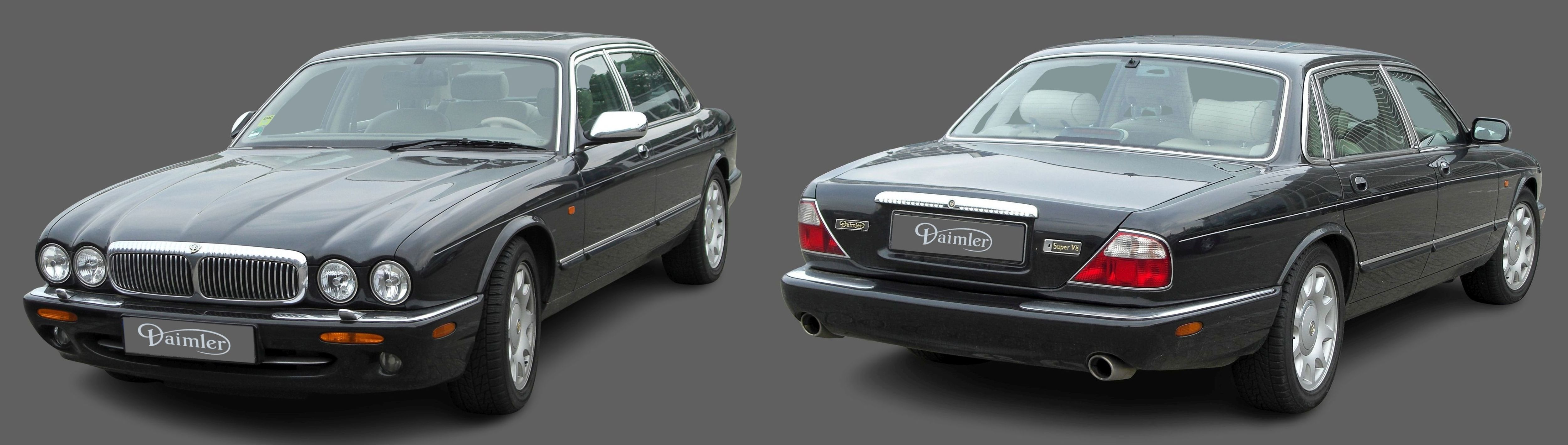
Daimler Super V8
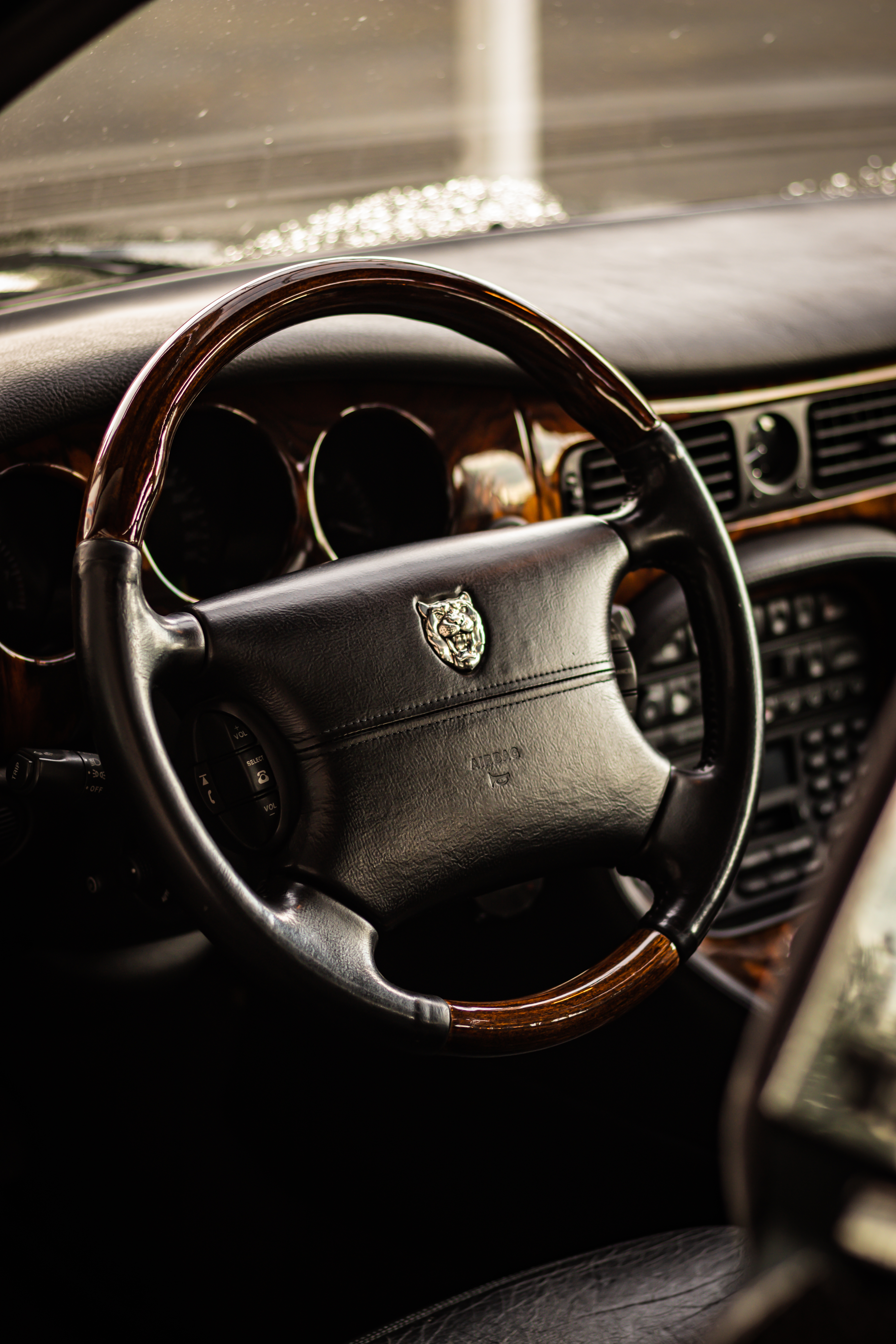
Innenraum Jaguar